# Anton Santesson
Berndt Peter Anton Santesson, född den 12 juni 1825, död (genom självmord) den 16 december 1892 i Helsingborg, var en svensk gymnast. Han var sysslings son till Carl Gustaf Santesson.
Anton Santesson var son till kaptenen Otto Joachim Santesson. Efter studier i Lund inskrevs han 1847 vid universitet där 1847 och avlade kameralexamen 1848. Han blev samma år extraordinarie kanslist vid Kammarkollegium i Stockholm. Han trivdes dock inte med ämbetsmannabanan och 1849–1850 genomgick han Gymnastiska centralinstitutet, där han anställdes som tillförordnad lärare 1851 och ordinarie lärare 1852. Redan 1853 begärde han avsked, sedan han förbigicks vid sökandet till en annan ledigförklarad befattning vid institutet. Efter en tids vistelse utomlands var han 1854–1876 gymnastiklärare vid olika läroverk i Sverige, slutligen 1863–1876 vid Nya elementarskolan i Stockholm, varifrån han avgick med pension efter sjukledighet de sista åren. Santesson erhöll 1867 offentligt understöd för observation av gymnastikens ställning i Tyskland, Österrike, Schweiz, Frankrike, Belgien och Nederländerna. Tillsammans med Truls Johan Hartelius och Gustaf Unman grundade han 1864 Svenska gymnastikföreningen. Santesson gjorde sig främst känd som författare inom gymnastikområdet. Han försökte åstadkomma en förbättrad metodik och ett utvidgat rörelseförråd, och flera av hans arbeten hade en stor betydelse för gymnastikundervisningens utveckling. Bland annat märks Handbok i pädagogisk gymnastik för gymnasier och skolor (1856), en instruktion med betydelse även för redskapsgymnastikens förnyelse efter Pehr Henrik Ling, vidare Folkskolans gymnastik och vapenföring (1859, 1866), Vapenöfningar för rikets elementarläroverk (1865), Gymnastik för unga qvinnor och skolflickor (1866) och Skolgymnastik för rikets elementarläroverk (1866). Dessutom publicerade han naturskildringar i dagspressen. Santesson hade en utpräglad rättskänsla, men hans överdrivet kritiska läggning skaffade honom ovänner, och med åren blev han alltmer isolerad. Ekonomiska bekymmer och kroppslig och själslig sjukdom fick honom till slut att ta sitt liv.
Santesson, som upprättade gymnastikinstitut i Berlin och Posen efter svensk metod och var 1865-66 redaktör för "Gymnastikföreningens tidskrift".